# 义聚合钱庄
36°04′06.8″N 120°18′47.5″E / 36.068556°N 120.313194°E
义聚合钱庄为20世纪上半叶曾经存在于青岛市的一家私营钱庄，其旧址位于中国山东省青岛市市南区中山路82号，现为中国农业银行青岛中山路支行，为山东省文物保护单位青岛中山路近代建筑的一部分。

## 历史
义聚合钱庄旧址建造年代不详，应建于1921年以前，最初为中国银行青岛分行行址。1922年鲁案善后督办王正廷办理收回青岛主权事宜期间曾在此下榻。
义聚合钱庄创办于1928年，为山东掖县人王升三、王芗斋创办，最初在保定路，1934年迁至中山路该址。义聚合钱庄除办理存贷款汇兑业务，还兼营土产业务，大量收取代理费，为当时青岛银钱业之首。1938年1月日军占领青岛后，王芗斋曾在青岛商会任职。1938年4月8日，日军支持下开办的中国联合准备银行青岛分行占用中山路义聚合钱庄行址开业。1942年，义聚合钱庄加入青岛银行公会。1945年日本投降后，义聚合钱庄被允许复业。王芗斋曾被国民政府以汉奸罪逮捕关押1年多，后向宋子文行贿，经其疏通而释放。1949年，义聚合钱庄因没有营业、开支浩繁而歇业。

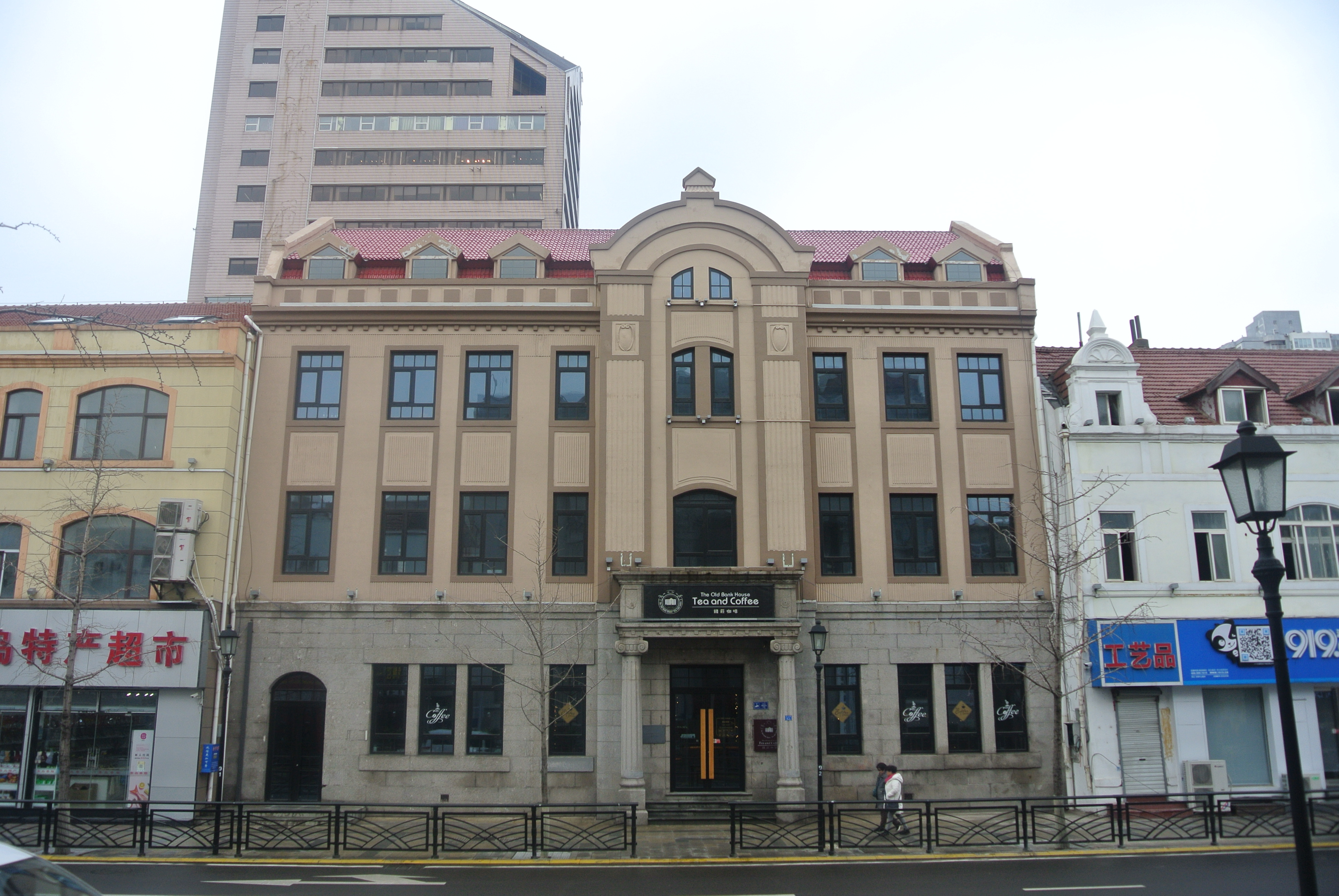
义聚合钱庄旧址，2020年1月

1949年6月青岛解放后，王芗斋被青岛市人民政府逮捕，经判决，义聚合钱庄在抗战时期所置资产被没收。中山路82号钱庄房产被王氏家族售出，1950年3月钱庄停止营业。义聚合钱庄旧址后来改为山东省机械进出口公司所在地。2000年，该建筑列入第一批青岛市历史优秀建筑名单。2006年12月7日，该建筑成为山东省文物保护单位青岛中山路近代建筑的一部分。2000年代，该楼曾为中信实业银行青岛分行市南第二支行（后改为中信银行青岛中山路支行），约2010年代初停业闲置。
2019年，该建筑在翻修中被发现外立面颜色更换、屋顶抬高、增建窗户、旧瓦片被更换，经文物部门检查，认定其工程设计方案虽经山东省文物行政管理部门批准，但该楼使用方青岛英普世佳投资有限公司未取得文物保护工程资质证书擅自修缮文物本体，且修缮中未严格执行已批准的修缮方案该楼，存在着屋面瓦材料与设计不符、屋面老虎窗与设计不符、楼房外立面粉刷颜色与设计不符、一层房间改动等问题，为违法改变文物原状。该公司被罚款10万元，要求整改施工，恢复原状，但该建筑至今未能恢复原状。此后该楼一楼曾改为咖啡馆。2020年改为中国农业银行中山路分理处（2021年10月升格为支行）行址至今。

## 建筑特色

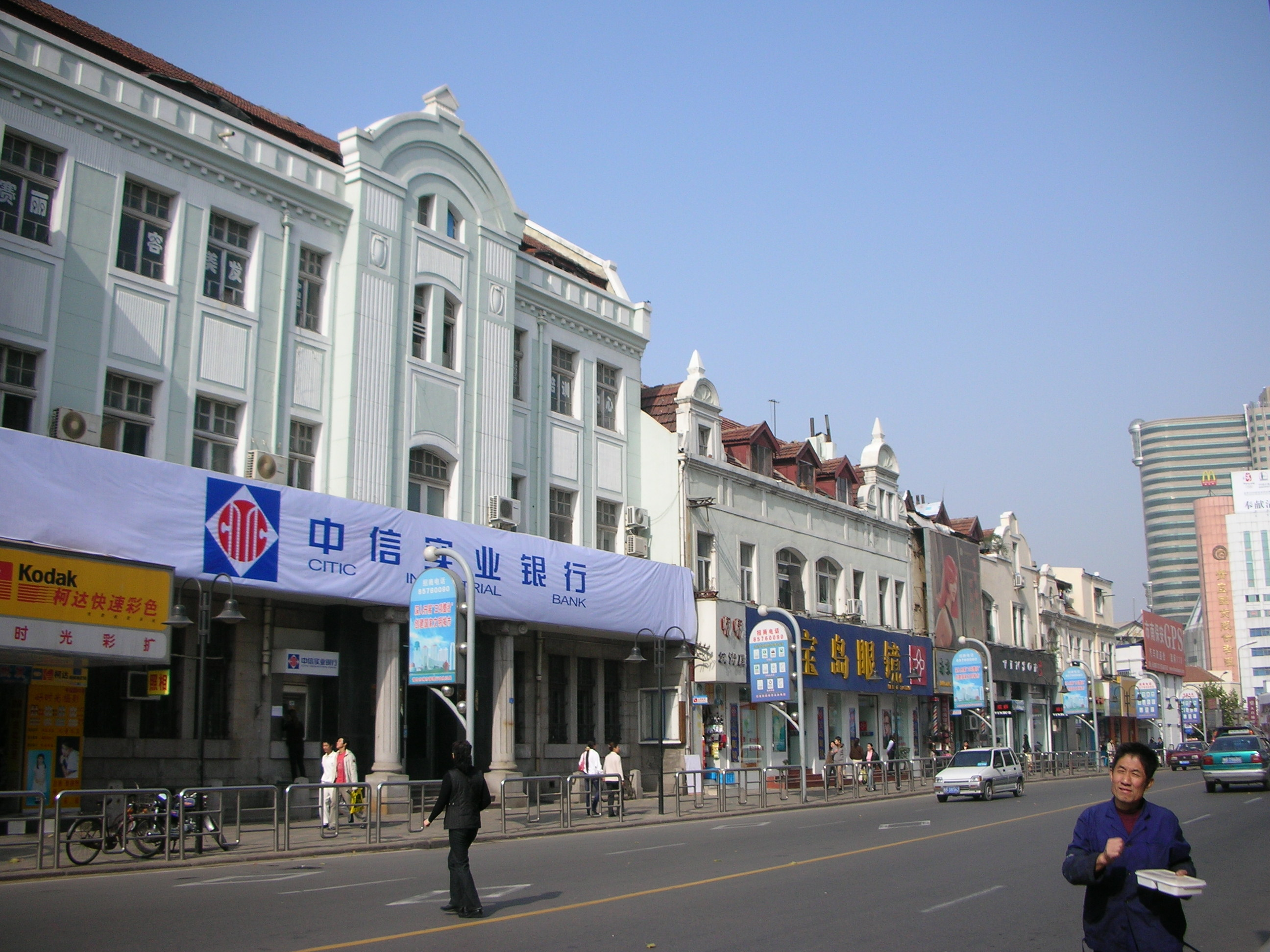
义聚合钱庄旧址（左侧），2005年11月

义聚合钱庄旧址占地面积866.67平方米，建筑面积1000余平方米，砖石木结构，地上三层有阁楼，地下一层。主立面临街向东，为不完全对称的轴线式布局，一层为凹槽方石墙面，正门有两根仿罗马圆柱撑起门廊，其上方两处凹槽装饰直至屋檐，顶部起弧形山墙，小三角石装饰。两侧窗间以竖向线条划分，增加建筑高直感。檐口平直刻有装饰。南北两面为硬山。红瓦坡屋顶上开阁楼窗。室内宽敞明亮，铺木板地。建筑整体为古典商业建筑的样式，格调典雅美观，尺度均衡。